# Paolo Carozza
Paolo G. Carozza (* 4. Juni 1963 in Maryland) ist ein US-amerikanischer Politikwissenschaftler.
Paolo Carozza, Sohn italienischer Einwanderer, studierte Sozialwissenschaften an der Harvard University und wurde danach dort in Rechtswissenschaften promoviert. Er ist Mitglied der konservativen Federalist Society und seit 1996 Professor an der University of Notre Dame im US-Bundesstaat Indiana; seine Lehr- und Forschungsschwerpunkte sind Menschenrechte, vergleichendes Recht, europäische und lateinamerikanische Rechtstraditionen, internationales Recht und Entwicklung. Er ist seit 2012 Direktor des Kellogg Institute for international Studies.
Von 2006 bis 2010 war Carozza Mitglied der Interamerikanischen Kommission für Menschenrechte, deren Präsident von 2008 bis 2009. 2016 wurde er von Papst Franziskus in die Päpstliche Akademie der Sozialwissenschaften berufen.
Er ist verheiratet und hat fünf Kinder.

## Ehrungen und Auszeichnungen
- Komturkreuz des Orden Bernardo O’Higgins (Chile; 2009)